# St. Remy Estate
St. Remy Estate es una localidad de Santa Lucía, que forma parte de los distritos de Choiseul y Soufrière. 